# ヤコブ・アルベリオーネ
ヤコブ・アルベリオーネ（イタリア語: Giacomo Alberione、1884年4月4日 - 1971年11月26日）は、カトリック教会の福者。イタリア王国クーネオ県フォッサーノ出身。

## 経歴
19世紀から20世紀に変わる1900年12月31日の夜、4時間に渡って聖体礼拝を行った。
1907年6月29日、司祭に叙階されナルゾーレの教会に赴任した。
1908年4月9日、神学の学位を取得し、アルバの神学校の教授となった。
1914年8月20日、ローマ教皇ピウス10世が亡くなった日に、聖パウロ修道会をアルバで創立した。
1915年には聖パウロ女子修道会を創立した。
1923年7月、肺結核に罹り、余命1年半と宣告されたが、奇跡的に回復した。
1924年、師イエズス修道女会を創立した。
1971年11月26日に87歳で亡くなったが、臨終の直前に教皇パウロ6世の訪問を受けた。
2003年4月27日、ヨハネ・パウロ2世により、列福された。

## 著書
- 『実る人生～ジャコモ・アルベリオーネの言葉～』（2002年、翻訳:大瀧玲子、女子パウロ会）ISBN 978-4-7896-0490-1
- 『大きな願いごと―ヤコブ・アルベリオーネの言葉』（2003年、翻訳:大瀧玲子、女子パウロ会）ISBN 978-4-7896-0566-3